# Tower Center Rijeka
Tower Center Rijeka (ibland stavat Tower Centar Rijeka) är ett affärs- och köpcentrum i Rijeka i Kroatien. Det uppfördes åren 1995–2006 i stadsdelen Pećine, drygt en kilometer från Rijekas stadscentrum. På en yta av mer är 125 000 kvadratmeter rymmer köpcentret 150 mindre butiker och åtta storbutiker. Tower Center Rijeka är sett till antalet butiker och besökare (omkring fem miljoner besökare om året) ett av nordvästra Kroatiens största köpcentrum. Byggnadens affärscentrum är inhyst i en femton våningar hög byggnad som sedan invigningen är ett av Rijekas landmärken.

## Beskrivning
I Tower Center Rijeka finns butiker, stormarknader, banker, växelkontor, restauranger, apotek och underhållningsfaciliteter, däribland biograf och bowling. På fem våningar finns 150 mindre butiker och 8 storbutiker som bland annat saluför kläder, skor, accessoarer, sportutrustning hushållsapparater och möbler. Flera internationella, nationella och lokala butikskedjor och varumärken är representerade i köpcentret.

## Kommunikationer
Köpcentret kan nås med fordon eller buss (busslinje 1 eller 1 b, riktning Pećine). Det ligger även på rutten för Rijekas lokala turistbuss. Besökare med fordon har tillgång till mer än 2 000 kostnadsfria parkeringsplatser i garage.